# Gerbillus dunni
Gerbillus dunni es una especie de roedor de la familia Muridae.

## Distribución geográfica
Se encuentra principalmente en Etiopía,  Somalia, y
Yibuti. 